# James Hamilton of Bothwellhaugh
James Hamilton of Bothwellhaugh (* unbekannt; † zwischen 1581 und 1585) war ein schottischer Adeliger, der den damaligen Regenten Schottlands, James Stewart, 1. Earl of Moray, am 23. Januar 1570 in Linlithgow erschoss.

## Leben
Hamilton of Bothwellhaughs Eltern waren David Hamilton of Bothwellhaugh († 1563), der den Beinamen „good man“ hatte, und Janet Hamilton († 1539), eine natürliche Tochter von James Hamilton, 1. Earl of Arran. Um 1560 heiratete er Isabel Sinclair.
Wie viele seiner Familie kämpfte Hamilton of Bothwellhaugh am 13. Mai 1568 in der Schlacht von Langside auf der Seite Maria Stuarts gegen ihren Halbbruder James, Earl of Moray. Nach der verlorenen Schlacht geriet Hamilton in Gefangenschaft und wurde zum Tode verurteilt, später jedoch begnadigt. Allerdings blieb sein Landbesitz beschlagnahmt. Nach der Schlacht flüchtete Maria Stuart nach England, wo sie in Gefangenschaft geriet, und Moray blieb Regent von Schottland.

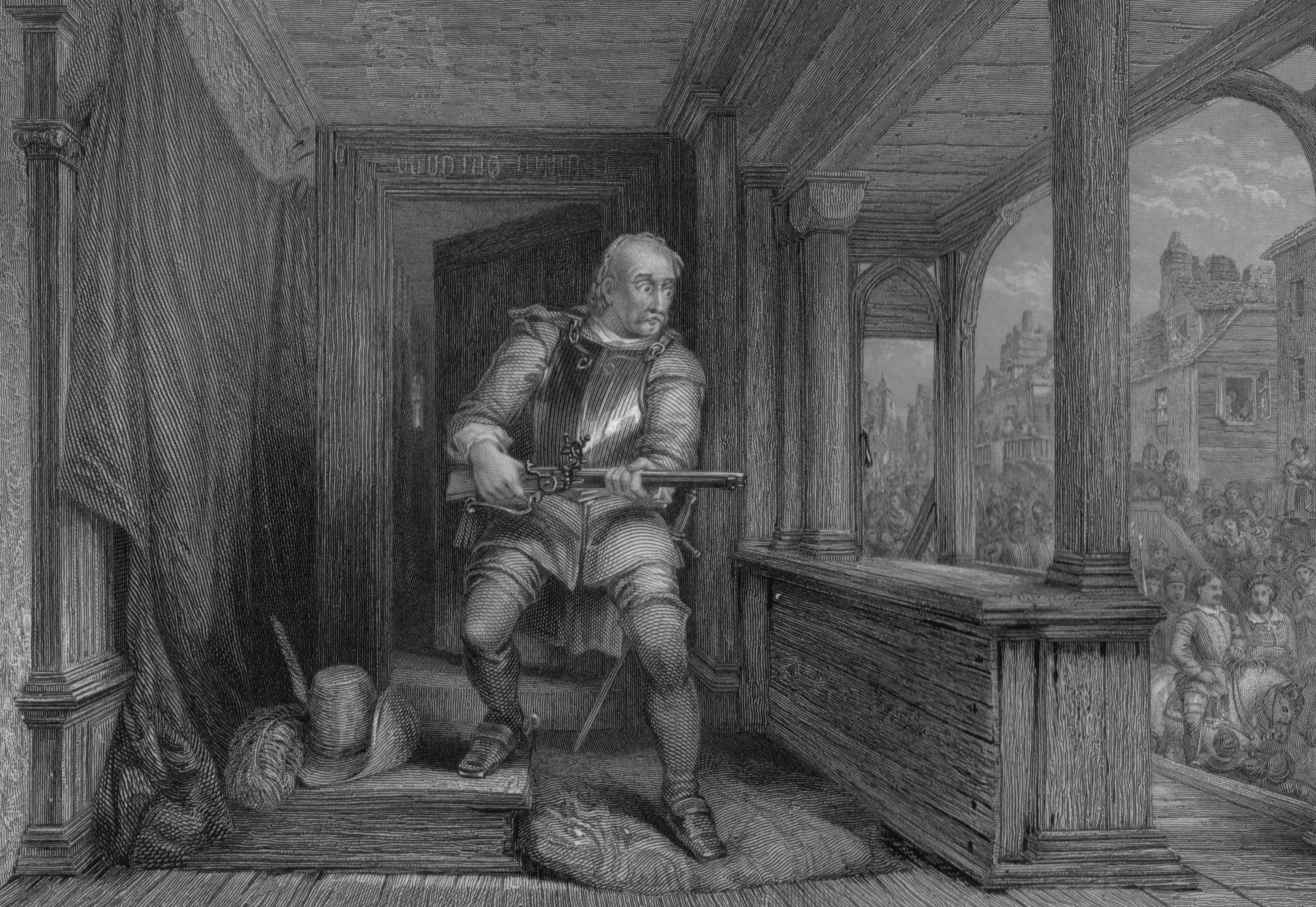
Phantasie-Illustration G. Cattermoles von Hamiltons Tat aus Leitch Ritchie: Scot and Scotland, 1835.

Im Januar 1570 plante eine Gruppe Unzufriedener, den Regenten zu ermorden. Unter ihnen war auch Bothwellhaughs Onkel, der Erzbischof von St. Andrews, John Hamilton. Bothwellhaugh wurde mit der Ausführung des Attentats betraut. Er legte sich in einem Haus in Linlithgow, das seinem Onkel gehörte, auf die Lauer und schoss auf den vorbeireitenden Moray mit einer Arkebuse. Dabei tötete er das Pferd von Morays Nebenmann und verletzte den Regenten so schwer, dass er starb. Es ist das erste dokumentierte Attentat, das mit einer Feuerwaffe ausgeführt wurde.
Nach der Tat flüchtete Bothwellhaugh zu Pferd vor den Männern des Regenten, die ihn verfolgten. Er musste Schottland verlassen und wandte sich später schriftlich an Maria Stuart:

“I have lost my wife and bairns and all I had to live on for Her Majesty’s service.”

„Ich habe meine Frau und meine Kinder und meinen Lebensunterhalt im Dienste Ihrer Majestät verloren.“

Diese äußerte zwar Genugtuung über die Tat, für die angekündigte finanzielle Unterstützung Bothwellhaughs fehlten ihr jedoch die Mittel und Möglichkeiten.

## Bothwellhaughs Motive

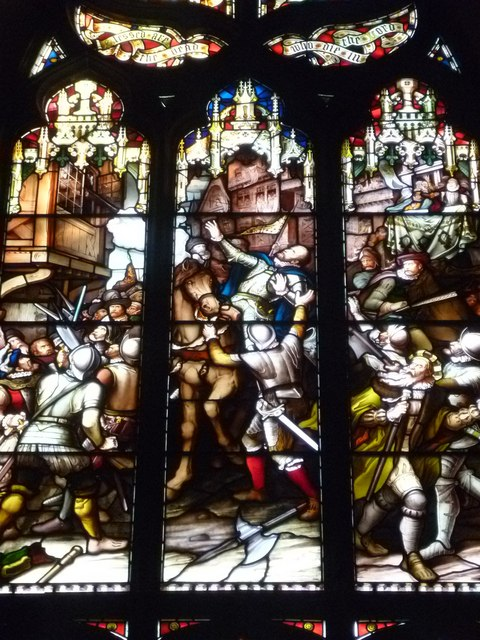
Die Ermordung James Stewarts, dargestellt auf einem viktorianischen Bleiglasfenster in der St Giles Kirk in Edinburgh, entstanden in den 1880er Jahren

Über Bothwellhaughs Gründe für das Attentat gibt es eine Reihe von kontroversen Vermutungen. Zum einen war sein Clan in den zurückliegenden Auseinandersetzungen um die Vorherrschaft in Schottland der Politik Morays gegenüber häufig feindlich eingestellt gewesen und hielt zur Partei Maria Stuarts. Bothwellhaughs Onkel, James Hamilton, 2. Earl of Arran, hatte sich zwar nach der Hochzeit von Maria Stuart mit Darnley auf Morays Seite geschlagen, 1565 am Aufstand gegen die Königin teilgenommen und danach flüchten müssen, dennoch war er nach seiner Rückkehr aus dem französischen Exil 1569 im April desselben Jahres – also zehn Monate vor dem Attentat – inhaftiert worden. Falls Bothwellhaugh mit der Ermordung Morays eine Stärkung der Position seiner Familie im Sinn gehabt hatte, so zeigt sich im Verlauf der Geschichte, dass dieses Ziel verfehlt wurde. So blieb sein Onkel James noch bis 1573 in Haft, sein Onkel John wurde nach dem Ende des Bürgerkriegs am 6. April 1571 in Stirling am Galgen hingerichtet.
Zum anderen soll bei Bothwellhaugh auch ein persönliches Rachemotiv mit im Spiel gewesen sein. Nachdem sein Landbesitz beschlagnahmt worden war, verteilte Moray einen großen Teil davon an seine Günstlinge, unter anderem auch die Besitzung von Woodhouselee, die Bothwellhaughs Frau, Isabel Sinclair, als Erbe zustand. Der neue Besitzer, Sir John Bellenden, hatte dieser ursprünglich ihr Erbe streitig gemacht und wurde nun von Moray bevorzugt. Ob die Geschichte, wie sie beispielsweise hier geschildert wird:

“Sir John Bellenden received the grant of Hamilton’s land, and Woodhouselee was included. He found the Lady of Woodhouselee in possession, having brought forth a child on the day proceeding his coming. He turned mother and child forth into the snow in a midwinter night, and they perished and died in the woods.”

„Sir John Bellenden erhielt den Großteil von Hamiltons Land und Woodhouselee gehörte dazu. Er fand die Lady von Woodhauselee auf dem Besitz vor, wo sie gerade am Tag vor seiner Ankunft ein Kind geboren hatte. Er jagte die Mutter und das Kind hinaus in den Schnee einer Mittwintersnacht, und sie erfroren und starben in den Wäldern.“

der Wahrheit entspricht, ist angesichts der Tatsache, dass Isabel Sinclair ihren Mann überlebte und 1589 oder später starb, zweifelhaft.

## Nach dem Attentat
Über das Leben nach dem Attentat gibt es nur wenig gesicherte Erkenntnisse. Bothwellhaugh flüchtete auf das europäische Festland und stellte sich in Paris in den Dienst der Familie der Guisen, der Maria Stuarts Mutter entstammte. Diese sollen vor der Bartholomäusnacht versucht haben, ihn zu einem Attentat auf Coligny, den Führer der hugenottischen Partei, anzustiften, was Bothwellhaugh ablehnte. Ein weiteres Attentat, das ihm und seinem Bruder, der an der Ermordung Morays beteiligt war und ihn häufig begleitete, angetragen wurde, war ein Anschlag auf Wilhelm von Oranien, den Statthalter der Niederlande.
Beim Friedensschluss von Perth, bei dem sich viele Mitglieder seiner Familie mit König Jakob VI. aussöhnten, blieb er verbannt.
Gesichert ist, dass Bothwellhaugh 1576 in Brüssel wegen seiner Beteiligung an dem Krieg gegen die Niederlande inhaftiert war und 1579 einer Vorladung durch den schottischen König, sich zur Anklage des Verrats zu äußern, nicht Folge leistete. 1581 wurde er ein letztes Mal in Paris gesehen, und 1585 wurden seine Ländereien an seinen Erben zurückerstattet. Ob er wirklich vor seinem Tode nach Schottland zurückkehrte und somit die Überlieferung, er sei auf dem Friedhof von Monkton in Ayrshire begraben, wahr ist, bleibt ungeklärt.